# Ибарама
Ибарама (порт. Ibarama) — муниципалитет в Бразилии, входит в штат Риу-Гранди-ду-Сул. Составная часть мезорегиона Восточно-центральная часть штата Риу-Гранди-ду-Сул. Входит в экономико-статистический микрорегион Санта-Крус-ду-Сул. Население составляет 4117 человек на 2004 год. Занимает площадь 193,109 км². Плотность населения — 20,5 чел./км².

## История
Город основан 15 декабря 1987 года.

## Статистика
- Валовой внутренний продукт на 2003 составляет 41 079 097,00 реалов (данные: Бразильский институт географии и статистики).
- Валовой внутренний продукт на душу населения на 2003 составляет 9801,74 реалов (данные: Бразильский институт географии и статистики).
- Индекс развития человеческого потенциала на 2000 составляет 0,740 (данные: Программа развития ООН).